# Ferrol en Comú
Ferrol en Comú (en gallec: Ferrol en Común) és un moviment ciutadà i partit polític de la ciutat de Ferrol que lidera una candidatura d'unitat popular d'esquerres que es presenta per primer cop a les eleccions municipals de maig de 2015.
El candidat a l'Ajuntament de Ferrol fou Jorge Suárez Fernández. En el moviment participen diversos partits polítics, com Esquerda Unida, Anova-Irmandade Nacionalista i alguns membres de Podemos a títol individual.
És una de les moltes candidatures d'unitat popular formades per partits d'esquerres que es van presentar a les eleccions municipals de 2015, com Ara Madrid, Barcelona en Comú, Saragossa en Comú, Marea Atlàntica, Compostel·la Oberta, Marea Pontevedra, Lugonovo, Marea de Vigo o Màlaga Ara.